# Наон, Филипп
Филипп Наон (фр. Philippe Nahon; 24 декабря 1938, Париж, Франция — 19 апреля 2020, там же) — французский актёр кино и театра.

## Биография
Филипп Наон родился накануне католического Рождества в Париже. В кино дебютировал в 1962 году, сыграв небольшую роль в криминальной драме Жана-Пьера Мельвиля «Стукач», после чего последовал достаточно длительный перерыв. Наон вернулся на экраны лишь в 1970-е. 
Долгие годы Наон считался крепким профессионалом второго плана, пока в конце 90-х уже немолодого актёра в своём фильме «Один против всех» не снял начинающий режиссёр Гаспар Ноэ. Фильм был представлен в Каннах в 1998 году, где выиграл премию Mercedes-Benz Award, а также специальную премию, учреждённую журналистами Франции.
Известен также своими работами в дубляже. Именно его голосом говорит во французском озвучивании управляющий трактира «Гарцующим пони» в первой части кинотрилогии «Властелин колец» и лорд Арнольд в «Охотниках на драконов».
Был женат на Элизабет Вейсман.

## Избранная фильмография
- Стукач (1962) — Реми
- Французские кальвинисты (1972) — Ребуль
- Расследования комиссара Мегрэ (1978, 1987) — инспектор Ваше / инспектор Жанвер / Демари
- Не будите спящего полицейского (1988) — сержант
- Ненависть (1995) — шеф полиции
- Один против всех (1998) — Мясник
- Пришельцы 2: Коридоры времени (1998) — менеджер супермаркета
- Багровые реки (2000) — человек на бензоколонке
- Без семьи (2000) — Барберен
- Братство волка (2001) — Жан Шастель
- Необратимость (2002) — старик
- Кровавая жатва (2003) — маньяк
- Мучение (2004) — Роберт
- Второе дыхание (2007) — комиссар Фардиано
- Охотники на драконов (2008) — лорд Арнольд (озвучивание)
- Необычайные приключения Адель (2010) — профессор Менар
- Последний Мамонт Франции (2010) — директор госпиталя
- Свора (2010) — Чинаски, полицейский на пенсии
- Боевой конь (2011) — аукционист
- Антон Чехов (2015) — Дмитрий Григорович
- Этот неловкий момент (2015) — сосед

## Награды и номинации
- Международный фестиваль короткометражного кино в Клермон-Ферране (1991) — лучшая мужская роль («Карне»): победа
- Международный фестиваль франкоязычных фильмов в Намюре (1998) — лучшая мужская роль («Один против всех»): победа